# Speers, Pennsylvania
Speers är en ort i Washington County i delstaten Pennsylvania. Orten har fått namn efter Apollos Speers som var av betydelse för utvecklingen av Monongaheladalen.